# Cá lẹp hai quai
Cá lẹp hai quai, tên khoa học Thryssa mystax, là một loài cá trong họ Engraulidae.